# 楠本正隆
楠本 正隆（くすもと まさたか、天保9年3月20日（1838年4月14日） - 明治35年（1902年）2月7日）は、肥前大村藩の武士、明治期の政治家。男爵。大久保利通の腹心として知られた。

## 来歴
肥前大村藩士・楠本直右衛門正式（60石）の長男として玖島城下の岩船に生まれる。藩校・五教館の監察、頭取を務めた。中老として尊攘倒幕運動で活躍し、渡辺昇ら「大村藩勤王三十七士」の一人として知られる。
1868年、徴士として新政府に出仕。長崎府判事兼九州鎮撫使参謀助役をつとめ、1870年（明治3年8月）に外務権大丞、1872年（明治5年）5月に外務大丞を経て、同年5月24日に新潟県令として就任する。1875年（明治8年）11月7日の離任までの間、大川津事件を鎮定、柏崎県を新潟県に併合、第四国立銀行設立など県の近代化に尽力した。日本初の国立市民公園の白山公園を開設する。その他、県議会の開設や地租改正推進などに努め、大久保からは「天下随一の県令」と賞された。
1875年（明治8年）6月に、政府が地方官会議を東京に開催し、その幹事長となる。同年8月に内務大丞に転じ、同年12月19日に東京府権知事を兼任する。1877年（明治10年）1月22日に府政に専念し、東京府知事となる。
料理店、待合、船宿、魚市場、野菜市場に府税を賦課し、道路橋梁を改修。市区改正（大区小区制を廃止し、府内を15区6郡に）などに成果を残した。
1879年（明治12年）12月12日に知事を退任し、同年元老院議官となる。1889年（明治22年）東京市会議員となり、同年東京市会議長となる。
1889年（明治22年）12月から1890年（明治23年）10月まで元老院副議長を務め、1890年（明治23年）に衆議院議員に当選し、同年10月20日、錦鶏間祗候となる。1893年（明治26年）に衆議院副議長となる。後に、星亨の議長不信任案が可決され、同年衆議院議長に就任した。政党活動を通じて立憲改進党などを組織し、都新聞社主や社長も務めるなど、民権の伸張や政界刷新に努めた。
1896年（明治29年）6月5日、維新の功により男爵を授けられる。同年、議員を辞職。その後、錦鶏間祗候を拝命。
1902年（明治35年）死去。享年65。墓所は谷中霊園。

## 栄典
位階
- 1885年（明治18年）10月1日 - 正四位[5]
- 1886年（明治19年）10月20日 - 従三位[6]
- 1894年（明治27年）5月21日 - 正三位[7]
- 1902年（明治35年）2月7日 - 従二位[8]

勲章等
- 1887年（明治20年）11月25日 - 勲二等旭日重光章[9]
- 1889年（明治22年）11月25日 - 大日本帝国憲法発布記念章[10]
- 1896年（明治29年）3月14日 - 勲一等瑞宝章[11]
- 1902年（明治35年）2月7日 - 旭日大綬章[12]

## 親族
- 実弟 楠本章三郎（剣術家）
- 長男 楠本正敏（貴族院男爵議員）[13]